# Ippocoonte (padre di Zeusippe)
Ippocoonte (in greco antico Ἱπποκόων) è un personaggio della mitologia greca, padre di Zeusippe.

## Mitologia
Secondo Diodoro Siculo sua figlia Zeusippe sposò Antifate, un re di Argo. 

Di questo Ippocoonte non si conosce la discendenza e potrebbe essere lo stesso Ippocoonte figlio di Ebalo oppure il figlio di Amiclai (Ἀμύκλαι).